# Abagrotis barnesi
Abagrotis barnesi är en fjärilsart som beskrevs av Benjamin 1922. Abagrotis barnesi ingår i släktet Abagrotis och familjen nattflyn. Inga underarter finns listade i Catalogue of Life.